# Siphonops leucoderus
Siphonops leucoderus é uma espécie de anfíbio gimnofiono da família Caeciliidae endémica do Brasil. 
O estado taxonómico desta espécie não é claro, sendo provavelmente conspecífico com Siphonops paulensis.
Pouco se sabe sobre esta espécie que só é conhecida a partir de dois espécimes.